# Evangelij po Marku
Evangelij po Marku je drugi evangelij Svetega pisma Nove zaveze in je najkrajši, najstarejši in najbližji dejanskemu poteku evangeljskih dogodkov. Jezus je v njem tudi kot človek najbolj razumljiv. Med tem ko drugi evangeliji vse bolj naglašajo njegovo božanskost in vesoljnost, ga ta prikazuje kot človeka.
Od začetka 2. stoletja ga izročilo pripisuje Marku, ki ga poznamo iz Apostolskih del (12,12.25; 13,5.13; 15,37.39), Pavlovih pisem (Kol 4,10; 2 Tim 4,1; Flm 24) in prvega Petrovega pisma (5,13). Njegovo pravo ime je Janez, s priimkom Marko. Bil je sin neke Marije, v katero se je zatekel Peter, ko je bil čudežno rešen iz ječe (Apd 12,12). Najbrž ga je Peter tudi pridobil za krščanstvo, ker ga imenuje moj sin Marko (1 Pt 5,13). Zagotovo Marko ni bil apostol in ne Jezusov učenec. Bil je še premlad, da bi hodil za Jezusom. Izročilo pravi, da je bil Petrov tolmač, kar pomeni, da je zapisal tisto, kar je Peter pridigal. Preko bratranca Barnabe se je povezal tudi s Pavlom in ga delno spremljal na njegovem prvem misijonskem potovanju (Apd 13,5.13).
Ker je Marko prvi napisal evangelij, njegova govorica še ni izpiljena, čeprav pripoveduje živahno in nazorno. Evangelist pripoveduje, kakor bi sam vse doživel. V njegovem pričevanju slutimo pričo - očividca, Petra. Prvi natančneje opisan dogodek je poklic Petra in Andreja (1,16-17).
Petrovo navzočnost čutimo v zasnovi evangelija, v izboru evangeljskega gradiva in v načinu pripovedovanja. Markov evangelij ima isti časovni razpon kakor Petrova pridiga, ki je najstarejša oblika evangeljskega oznanila. Peter jo začenja z nastopom Janeza Krstnika in konča z Jezusovim vnebohodom. Pravtako je tudi v Markovem evangeliju. Dogodke iz Jezusovega življenja opisuje kot pridigar, ki z nazornim, živahnim in dramatičnim pripovedovanjem pritegne pozornost poslušalcev.
Evangelist pripoveduje tako, da sledi Jezusu, koder je hodil in oznanjal evangelij. Markov evangelij ima zemljepisno osnovo. Po njej razpade v tri dele: Jezus deluje v Galileji (1,14-6,6a), na poti v Jeruzalem (6,6b-10,52) in v Jeruzalemu (11,1-16,20). To shemo sta za njim prevzela tudi Matej in Luka. Kraji so v Markovem evangeliju natančno določeni. Jezus je v Kafarnaumu, v Simonovi hiši, pri mitnici... Evangelij se veže na čisto določene kraje in mesta, tako da ima ozemeljsko izhodišče. Evangelij ni filozofija ali izmišljotina, ki bi se porodila v človeških glavah, temveč dogodki, ki so se zgodili v prostoru in času.
Tudi Jezusa opisuje Marko kot povsem naravnega človeka. Jezus je jedel in pil, v čolnu spal, množice so se mu smilile, prestajal je telesno in duševno trpljenje in nazadnje umrl. Kljub vsej človečnosti pa je navdan z nadnaravno močjo. Čeprav se obnaša kot človek, nikdar ne kaže moralne slabosti, kakor jih Stara zaveza spoznava celo pri velikih osebnostih, kot so Mojzes, David, Kralj Salomon, Jeremija,... oziroma jih Marko ugotavlja pri apostolih. Jezusa imenuje Sin človekov. V starozavezni pesniški in modrostni književnosti to pomeni človek, kakršnega si je zamislil Bog, ko ga je ustvaril. Jezus je človek, toda človek, ki je uresničil Božjo zamisel človeka.
Marko omenja v sorazmerju z dolžino evangelija največ čudežev. Omenja domala vse čudeže, ki jih omenjata Matej in Luka, zraven pa še dva - ozdravljenje gluhonemega ter ozdravljenje slepega v Betsajdi. Ker Marko s čudeži dokazuje Jezusovo božanstvo, mu pravimo evangelij Božjega Sina.
Jezus je tudi mesija, toda ne tak, kot so ga pričakovali Judje in so ga s težavo umevali apostoli. Šele po vstajenju je bilo vsem jasno, da je bilo njegovo mesijanstvo duhovno odrešenje človeka in da ga je mogoče dojeti samo v veri.
Ker Markov evangelij pojasnjuje bralcem judovske verske obrede, se zdi, da je namenjem poganom, in ker prevaja grške izraze z latinskimi, je verjetno namenjen rimskim kristjanom. Ker se v Jezusovem trpljenju kaže velika stiska, ki je prišla nad Jeruzalem leta 70, je utegnil nastati prav v tem času. V preteklosti ga niso uporabljali toliko kot Matejev evangelij, ki je imel v bogoslužju do liturgične prenove leta 1965 prvo mesto. Danes pa ga prav spoznanje, da je prvi napisan evangelij in da je teološko najmanj obogaten, postavilo za osnovo vsemu teološkemu raziskovanju.